# Johann Christian Credius
Johann Christian Credius (* 8. August 1681 in Dardesheim; † 1741) war ein deutscher Komponist und Organist.

## Leben
Sein Vater Andreas Credius war Rektor in Halberstadt. Durch dessen frühen Tod wuchs Credius bei seinen Großeltern in Burg auf. Er erhielt Gesangs- und Klavierunterricht und kam 1695 nach Braunschweig, wo er drei Jahre lang die St. Katharinenschule besuchte. Danach lernte er ab 1698 bis 1705 auf der Halberstädter St. Johannis-Schule, studierte dort Komposition und die Musica Poetica des Johann Andreas Herbst. Ab Januar 1706 war er an der Universität Helmstedt eingeschrieben, aber bereits Ende des Jahres erhielt er eine Anstellung als Musicus bei denen von Rössing in Berßel. Im Januar 1707 ist er wieder als Collega quartus an der Halberstädter St. Johannis-Schule und Organist an der dortigen Kirche engagiert. Im Dezember 1709 ereilte ihn der Ruf als Subrector und Organist nach Blankenburg, wo Herzog Ludwig Rudolf zu Braunschweig und Lüneburg und Fürst von Blankenburg auf ihn aufmerksam wurde. Er stellte ihn 1710 von den kirchlichen Verpflichtungen frei und ernannte ihn zum Konzertmeister auf Schloss Blankenburg und im Jahre 1722 zum Kapellmeister. Am 16. Juli 1735 nimmt er noch den Orgelumbau von Papenius zu Stolberg in der dortigen St. Martinikirche ab. Er starb wahrscheinlich in Blankenburg.
Sein Sohn Wilhelm Jacob Credius (1724–1778) ist 1757–1763 als Tenorist bei Georg Philipp Telemann in Hamburg nachweisbar.

## Werk
- Sonata E-Dur für Flauto traverso, Viola da Gamba und Basso continuo (ca. 1720)
- Jacob und Rahel, Operette, Blankenburg, 1712[4]